# Blood, Sweat & Tears
Blood, Sweat & Tears (còn biết tới là "BS&T") là một nhóm nhạc jazz-rock đương đại Mỹ. Nhóm được ghi nhận cho sự kết hợp của họ giữa nhạc cụ đồng và nhạc khí của ban nhạc rock. Nhóm đã thu âm các bài hát của những nhạc sĩ rock/folk như Laura Nyro, James Taylor, the Band, The Rolling Stones, cũng như Billie Holiday và Erik Satie. Họ còn kết hợp âm nhạc từ Thelonious Monk và Sergei Prokofiev theo sự cải biên của nhóm.
Ban nhạc ban đầu được thành lập năm 1967 ở Thành phố New York. Kể từ khi khởi nghiệp, ban nhạc đã trải quan nhiều lần lặp lại với các thành viên khác nhau và chứa đựng vô số phong cách âm nhạc. Ban nhạc nổi tiếng nhất cho sự hòa trộn của rock, Blues, pop, những sự sắp xếp sừng và khúc jazz vào một giống lai được biết tới là thể loại "jazz-rock".

## Thành viên
- Bo Bice: hát
- Dave Gellis: ghita
- Glenn McClelland: keyboards
- Ric Fierabracci: bass
- Carl Fischer: trumpet
- Brad Mason: trumpet
- Dan Levine: trombone
- Ken Gioffre: saxophone
- Dylan Elise: trống

### Thành viên cũ
Tám người lúc đầu
- Al Kooper: keyboards, hát (1967–1968)
- Randy Brecker: trumpet, flugelhorn (1967–1968)
- Jerry Weiss: trumpet, flugelhorn, backing vocals (1967–1968)
- Fred Lipsius: alto sax, keyboards (1967–1972)
- Dick Halligan: keyboards, trombone, horns, flute, hát phụ (1967–1972)
- Steve Katz: ghita, harmonica, lute, mandolin, hát (1967–73, và là một khách mời đặc biệt trong vài chươn trình 2008–10)
- Jim Fielder: bass, ghita, hát phụ (1967–1974)
- Bobby Colomby: trống, bộ gõ, hát phụ (1967–1977)